# Metaborborus saliens
Metaborborus saliens är en tvåvingeart som först beskrevs av Oswald Duda 1923.  Metaborborus saliens ingår i släktet Metaborborus och familjen hoppflugor. Inga underarter finns listade i Catalogue of Life.